# Gottfried von Cramm
Gottfried Alexander Maximilian Walter Kurt Freiherr von Cramm (ur. 7 lipca 1909 w Nettlingen, zm. 8 listopada 1976 koło Kairu) – tenisista niemiecki, dwukrotny zwycięzca międzynarodowych mistrzostw Francji i trzykrotny finalista Wimbledonu w grze pojedynczej, wieloletni reprezentant w Pucharze Davisa.

## Życiorys
Baron von Cramm jest jednym z najbardziej utytułowanych graczy w historii niemieckiego tenisa, którego osiągnięciom dorównali dopiero po pół wieku Boris Becker, Michael Stich i Steffi Graf. Pierwszy znaczący sukces odniósł w 1932, wygrywając międzynarodowe mistrzostwa Niemiec. Znalazł także miejsce w ekipie daviscupowej. W 1933 wygrał konkurencję miksta na Wimbledonie z rodaczką Hilde Krahwinkel. Rok później zdobył swój pierwszy singlowy tytuł wielkoszlemowy – w finale mistrzostw Francji pokonał Jacka Crawforda 6:4, 7:9, 3:6, 7:5, 6:3, broniąc piłki meczowej rywala. Ten sam turniej wygrał także w 1936, pokonując w kolejnym pięciosetowym finale Freda Perry’ego (6:0, 2:6, 6:2, 2:6, 6:0). Mniej szczęśliwie wiodło mu się na trawnikach wimbledońskich – trzy razy z rzędu był finalistą, przegrywając kolejno z Perrym (1935, 1936) i Donem Budge’em (1937). Jest zaliczany do najlepszych graczy w historii tenisa, którym nie udało się nigdy wygrać Wimbledonu, obok m.in. Kena Rosewalla, Ivana Lendla czy Freda Stolle’a.
W latach 30. von Cramm był także finalistą mistrzostw USA (przegrał w 1937 z Budge’em) i półfinalistą mistrzostw Australii (przegrał w 1938 z Johnem Bromwichem). Tworzył silną parę deblową ze swoim partnerem z zespołu daviscupowego Hennerem Henklem, z którym wygrał w 1937 mistrzostwa USA (w finale z Budge’em i Gene Mako, pierwszy sukces pary europejskiej od ponad trzydziestu lat) i Francji (w finale z Vernonem Kirbym i Normanem Farquharsonem z Afryki Południowej), a w 1938 był w finale mistrzostw Australii (porażka z Johnem Bromwichem i Adrianem Quistem). Przed wojną zdobył łącznie cztery tytuły mistrza Niemiec w grze pojedynczej.
Dramatyczna przerwa w karierze von Cramma nastąpiła w przededniu wojny. Wysoki blondyn, cieszący się opinią jednego z przystojniejszych graczy, odnoszący spektakularne sukcesy w popularnej dyscyplinie, z pozoru idealnie nadawał się na wzór aryjskiego sportowca. Von Cramm nie był jednak zainteresowany wspieraniem reżimu hitlerowskiego. Definitywnie stracił względy władz, kiedy nie spełnił oczekiwań w słynnym pojedynku w Pucharze Davisa przeciwko Donowi Budge’owi w 1937. Amerykanie zmierzyli się wówczas z Niemcami w Londynie w finale międzystrefowym; stawką meczu był awans do właściwego finału, gdzie czekał obrońca tytułu – ekipa brytyjska poważnie osłabiona przejściem na zawodowstwo Freda Perry’ego. W tej sytuacji finał międzystrefowy nabierał charakteru decydującego dla końcowej rywalizacji. Mecz odbywał się na kortach Wimbledonu, a wśród widzów pojawili się dygnitarze niemieccy z Hitlerem włącznie. W pojedynku otwarcia von Cramm w trzech setach pokonał Bryana Granta, w deblu w czterech setach (z Henklem) uległ Budge’owi i Mako. Henkel przegrał z Budge’em, ale zdobył punkt na Grancie. Do piątego, decydującego pojedynku wyszli Budge i von Cramm, ten ostatni podobno z telefonicznym błogosławieństwem Hitlera. Pojedynek ten, uważany za jeden z najlepszych w historii tenisa (m.in. w opinii słynnego Williama Tildena), Don Budge wygrał w pięciu setach, odrabiając najpierw stratę 0:2 w setach, a w piątym secie skutecznie goniąc ze stanu 1:4. Końcowy wynik, który otworzył następnie Amerykanom drogę do Pucharu Davisa, to 6:8, 5:7, 6:4, 6:2, 8:6.
Reakcja władz niemieckich nastąpiła kilka miesięcy później. Miały się do niej przyczynić także negatywne wypowiedzi von Cramma o reżimie i obecność na filmie antyfaszystowskim w czasie pobytu w Australii. Tenisista został oskarżony o homoseksualizm, w przepisach hitlerowskich traktowany jak przestępstwo, i skazany w maju 1938 na 10 miesięcy więzienia oraz utratę stopnia oficerskiego. Osłabiona drużyna niemiecka, mimo włączenia do niej po Anschlussie kilku dobrych graczy austriackich (w tym Georga von Metaxy), przegrała bez większego oporu z Australijczykami w finale międzystrefowym Pucharu Davisa. Przeciwko wyrokowi na von Cramma protestował zdecydowanie m.in. jego rywal Don Budge, bojkotując planowane starty w Niemczech.
Po odbyciu kary von Cramm powrócił do tenisa wiosną 1939. Wobec przejścia na zawodowstwo Budge’a otwierała się przed nim szansa wygrania w końcu Wimbledonu. Wysokie aspiracje potwierdził wygrywając poprzedzający Wimbledon tradycyjny turniej w Queen’s Clubie w Londynie. Na przeszkodzie ewentualnemu sukcesowi Niemca stanęli organizatorzy Wimbledonu, którzy nie dopuścili go do startu ze względu na ubiegłoroczny proces i wyrok skazujący. Turniej wygrał Amerykanin Bobby Riggs (także w deblu i mikście), dopiero co pokonany przez von Cramma (starszego o prawie 10 lat) w finale w Queen’s Clubie 1:6, 0:6.
Po wybuchu II wojny światowej von Cramm, w stopniu szeregowca, został wcielony do armii. Był ranny na froncie wschodnim i otrzymał nawet Krzyż Żelazny, ale traktowano go nieufnie jako wroga reżimu. Był m.in. posądzany o udział w spisku na życie Hitlera. W sprawie godnego traktowania von Cramma interweniował u władz niemieckich znany miłośnik tenisa i wielokrotny partner deblowy Niemca, król Szwecji Gustaw V. Tenisista przeżył wojnę, w odróżnieniu m.in. od Hennera Henkla czy Georga von Metaxy, i po 1945 powrócił do sportu. Wygrywał jeszcze dwukrotnie międzynarodowe mistrzostwa Niemiec w singlu (1948, 1949), a ostatni tytuł deblowy na tym turnieju zdobył w 1955, w wieku 46 lat (w parze z Edwardem Pattym).
Stał się przykładem długowieczności tenisowej także w występach w Pucharze Davisa. W 1951 powrócił do reprezentacji i wciąż odnosił zwycięstwa, pokonując m.in. przyszłego finalistę Wimbledonu Duńczyka Nielsena. Przyczynił się do awansu do finału strefy europejskiej w 1951 (porażka ze Szwedami). Ostatni mecz w Pucharze Davisa rozegrał w Paryżu w czerwcu 1953. Należy do wąskiego grona tenisistów, którzy grali w meczach daviscupowych ponad 100 razy. Jest rekordzistą zespołu niemieckiego pod względem liczby wygranych pojedynków (82), liczby wygranych pojedynków w singlu (58) i liczby zwycięstw deblowych (24).
Po zakończeniu występów na korcie pozostał związany z tenisem jako działacz, m.in. pełnił funkcję prezydenta berlińskiego klubu Rot-Weiss. Z powodzeniem prowadził również interesy w branży bawełnianej oraz zajmował się odziedziczonymi dobrami ziemskimi. Przez kilka lat był mężem słynnej amerykańskiej milionerki Barbary Hutton, ale małżeństwo zakończyło się rozwodem, gdy okazało się, że Gottfried von Cramm interesował się erotycznymi relacjami z mężczyznami.
W 1976 zginął w wypadku samochodowym w Egipcie. Rok później jego nazwisko wpisano do Międzynarodowej Tenisowej Galerii Sławy.
Praworęczny, nienaganny technicznie, przeszedł do historii tenisa także jako zawodnik zawsze grający uczciwie. O jego sportowej postawie świadczy wydarzenie ze wspomnianego wyżej finału międzystrefowego Pucharu Davisa w 1937. W piątym secie spotkania deblowego Niemcy mieli dwie piłki meczowe przy serwisie Budge’a. Przy drugim meczbolu, po dłuższej wymianie wolejowej przy siatce, Budge wyrzucił piłkę na aut i arbiter ogłosił zwycięstwo pary niemieckiej. Von Cramm zareklamował tę decyzję, mówiąc, że piłka jednak musnęła jego rakietę, co uszło uwadze sędziego i rywali. Punkt został w tej sytuacji przyznany parze amerykańskiej, która też ostatecznie wygrała spotkanie. Inny przykład sportowej postawy Niemca miał miejsce w 1935, kiedy doznał kontuzji w drodze na finał mistrzostw Francji, ale nie chcąc zawieść publiczności wystąpił przeciwko Fredowi Perry’emu (przegrał zdecydowanie, wygrywając zaledwie dwa gemy).

## Sukcesy sportowe

### Osiągnięcia w turniejach wielkoszlemowych
- mistrzostwa Australii:
  - gra podwójna – 1938 finał (z Hennerem Henklem)
- mistrzostwa Francji:
  - gra pojedyncza – 1934, 1936 wygrane, 1935 finał
  - gra podwójna – 1937 wygrana (z Hennerem Henklem)
- Wimbledon:
  - gra pojedyncza – 1935, 1936, 1937 finały
  - gra mieszana – 1933 wygrana (z Hilde Krahwinkel)
- mistrzostwa USA:
- gra pojedyncza – 1937 finał
- gra podwójna – 1937 wygrana (z Hennerem Henklem)